# 里奇蘭鎮區 (密歇根州卡拉馬祖縣)
里奇蘭鎮區（英語：Richland Township）是位於美國密歇根州卡拉馬祖縣的一個行政鎮區。

## 地方資料
里奇蘭鎮區的面積為93.70平方千米，當中陸地面積為89.20平方千米，而水域面積為4.50平方千米。根據2020年美國人口普查的數據，當地共有人口8693人，而人口密度為每平方千米92.77人。